# Almeley
Almeley – wieś w Anglii, w hrabstwie Herefordshire. Leży 22 km na północny zachód od miasta Hereford i 209 km na zachód od Londynu. Miejscowość liczy 521 mieszkańców.